# Nedergerecht

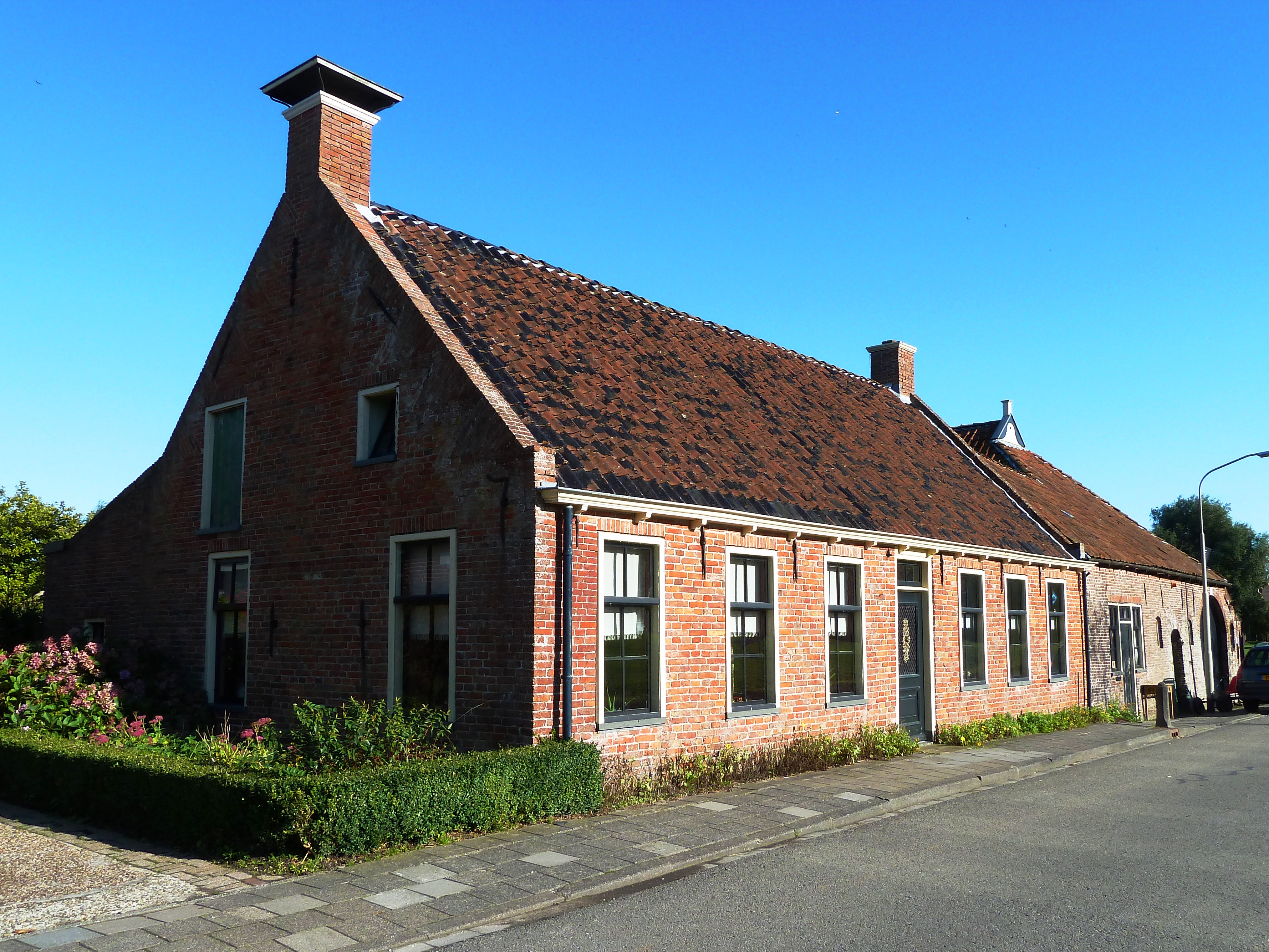
Voormalig rechthuis in Westeremden

Het nedergerecht of nederbank of lage bank in de Nederlanden was het lagere gerecht in steden en plattelandsgemeenten. Het behandelde civiele zaken in eerste aanleg en in strafzaken alleen de lichte vergrijpen. Men kon in beroep gaan tegen het vonnis bij een hogere rechtbank, in de middeleeuwen de hoge vierschaar, vanaf de 16e eeuw het gewestelijk Hof.

## Middeleeuwen
De nedergerechten waren niet uniform ingericht en de benamingen verschilden. In de graventijd stonden schouten aan het hoofd van een nedergerecht. Een schoutendistrict (in Holland en Zeeland een ambacht) kwam in de middeleeuwen meestal overeen met een parochie. De grens tussen hoge en lage rechtbanken was nog niet scherp afgebakend. Wel was in alle gevallen de hoge vierschaar de beroepsinstantie.
In steden van het hertogdom Brabant ontwikkelde zich al in de 11e eeuw schepenenrechtspraak en in de 13e eeuw was dat ook in Zeeland het geval. Ten noorden van de Maas bleef dat nog vrij ongebruikelijk. Langs de Noordzeekust fungeerde de asega. In Kennemerland en West-Friesland verving Floris V na 1282 de asega door schepenen. Vanaf de tweede helft van de 14e eeuw werd het stadsrecht van diverse steden uitgebreid met de volkomen zelfstandige rechtspraak door een schout (hier en daar baljuw genoemd) en schepenen.
Kleine rechtsgemeenten in het westen moesten zich tegen het water beschermen en daar was het nedergerecht tevens polderrechtbank. Voor grotere gebieden was er het heemraadsgerecht voor het behandelen van dijkgeschillen. In het noorden, waar de invloed van graven gering was of ontbrak, was de lokale rechtspraak georganiseerd binnen een deel (Friesland) of een rechtstoel (Groningen). Men kende er afzonderlijke dijkgerechten, die toezicht hielden op het dijkonderhoud. In Gelderland gebeurde dat door ambtmannen.

## Habsburgse Nederlanden
In de periode 1492-1543 verwierven Habsburgse vorsten de Habsburgse Nederlanden, ook wel de Zeventien Provinciën genoemd. Het hoogste rechtscollege was de Grote Raad van Mechelen en de provinciën hadden een eigen Hof met raadslieden die rechtspraken en zich bezighielden met bestuurlijke zaken. Deze hoven trokken de belangrijkste zaken naar zich toe. Als er verschillende gemeenten bij een zaak waren betrokken moest hij direct naar het Hof en ook ‘geprivilegieerde personen’ mochten zich direct tot het Hof wenden. 

### Jurisdictie en organisatie

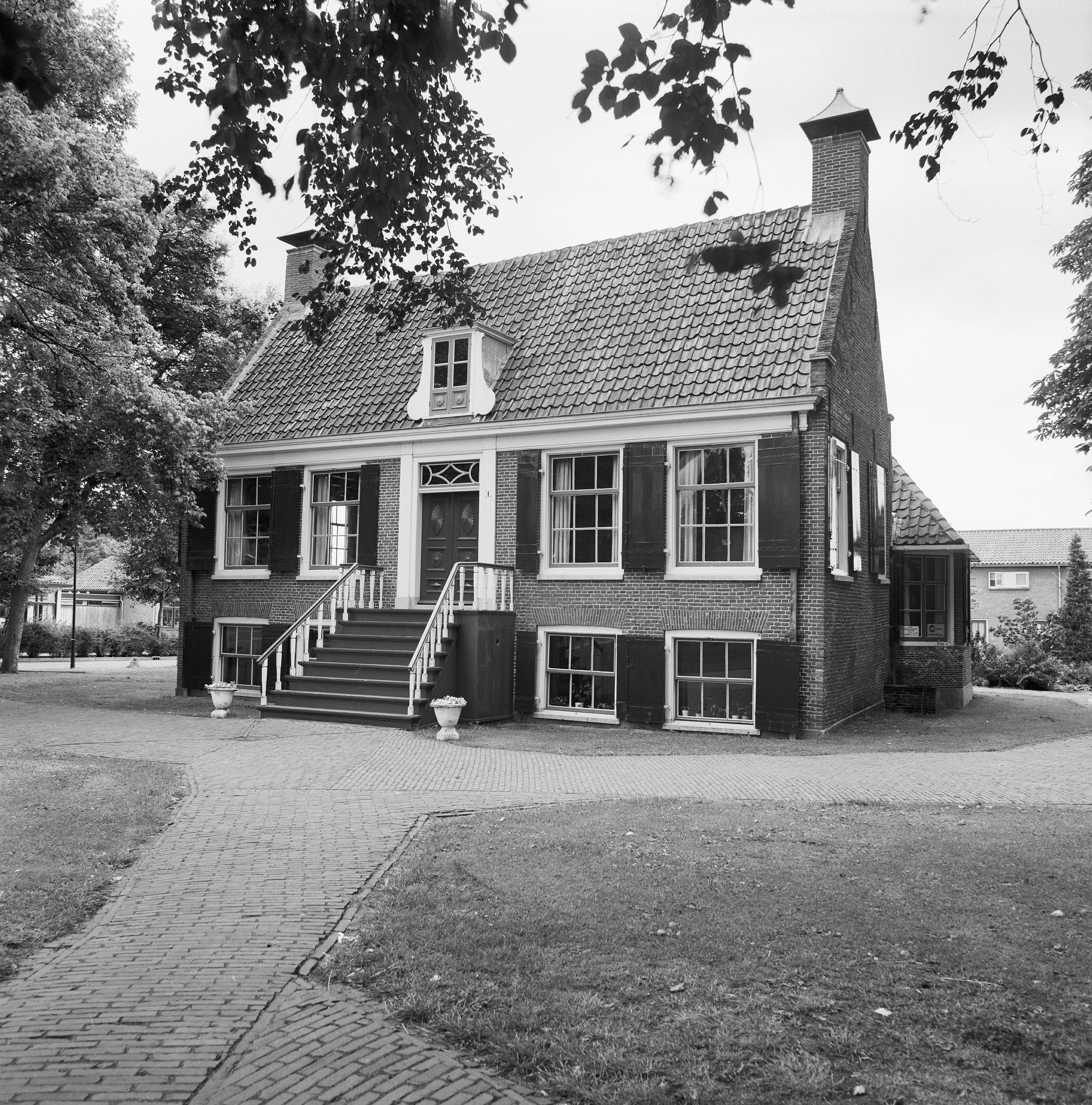
Voormalig rechthuis in Ankeveen

De plaatselijke nedergerechten moesten zich beperken tot lichte civiele en kleine criminele zaken. In steden was dat de lage schepenbank bestaande uit een schout of onderschout met enkele schepenen. Grote Hollandse steden hadden een ‘kleine bank van justitie’ voor zaken van minder gewicht, meestal bemand door oud-schepenen of oud-burgemeesters, om het werk van de gewone schepenbank te verlichten. In Arnhem was de lage schepenbank samengesteld uit de richter, twee schepenen en een gerichtsschrijver. In Groningen bestond de stadsregering uit vier burgemeesters en twaalf oldermannen, die ook de rechtspraak uitoefenden. Kleine civiele zaken werden door een burgemeester met drie oldermannen gedaan. In Maastricht bestond de stadsregering uit twee burgemeesters en acht gezworen Raden, die ook de rechterlijke functie uitoefenden in civiele zaken. Criminelen die op heterdaad werden betrapt mochten ze arresteren, maar daarna direct aan de hoogschout overleveren.
Op het platteland kende men verschillende namen voor de rechtsgebieden zoals ambacht, banne, schoutambt of grietenij. In Holland, Zeeland en Utrecht bestond het nedergerecht uit een schout en enkele schepenen. In Friesland vormde de grietman met enkele bijzitters het nedergerecht. Dat was ook het geval in het Westerkwartier van Groningen. In de districten van de Groninger Ommelanden stond een redger aan het hoofd van een nedergerecht, in het Oldambt was dat een ambtman.
De kwartieren van Gelderland waren verdeeld in ambten, die elk hun nedergerecht hadden. De kwartieren in Overijssel waren verdeeld in schoutambten met alleen civiele rechtspraak. Het nedergerecht in het schoutambt bestond uit een ordeldrager en twee keurnoten. Zij moesten altijd een Overijsselse jurist raadplegen. 
In Drenthe deed het nedergerecht alleen civiele zaken en het bestond uit een schout met keurnoten en buren. Het vonnis werd alleen van kracht als de buren het goedkeurden.

### Taken
Het nedergerecht handhaafde de plaatselijke orde en veiligheid. Voor de kleine criminele zaken waren de mogelijke straffen: aan de kaak stellen, kort gevangen zetten en lage geldboetes. Bij zwaardere misdrijven beperkte het nedergerecht zich tot aanhouding, ondervraging en opzending naar de procureur-generaal van het Hof. Het publiceren en ten uitvoer brengen van verordeningen van het gewestelijk bestuur hoorde ook tot de taak van het nedergerecht. Daarnaast maakte het politiereglementen, bijvoorbeeld voor jaar- en weekmarkten, kermissen, carnaval en het laden en lossen van schepen. Verder hield het toezicht op het onderhoud van wegen, voetpaden, vaarten, bruggen en sloten. Bij een nalatenschap zorgde het nedergerecht ervoor dat er een boedelinventaris werd opgemaakt en zonnodig werden curatoren en voogden benoemd. Bij publieke verkopingen stelde het een commissaris aan die de belangen van de betrokkenen moest beschermen. De taken van de nedergerechten verschilden per gewest op onderdelen. Zo beheerde in Friesland het nedergerecht ook de eigendommen van de grietenij en de dorpen en hield het een eigendomsadministratie bij van kerken, weeshuizen en gasthuizen. Verder hield het de registers van stemgerechtigden en de floreenkohieren bij en maakte het de jaarlijkse grietenijrekening op.

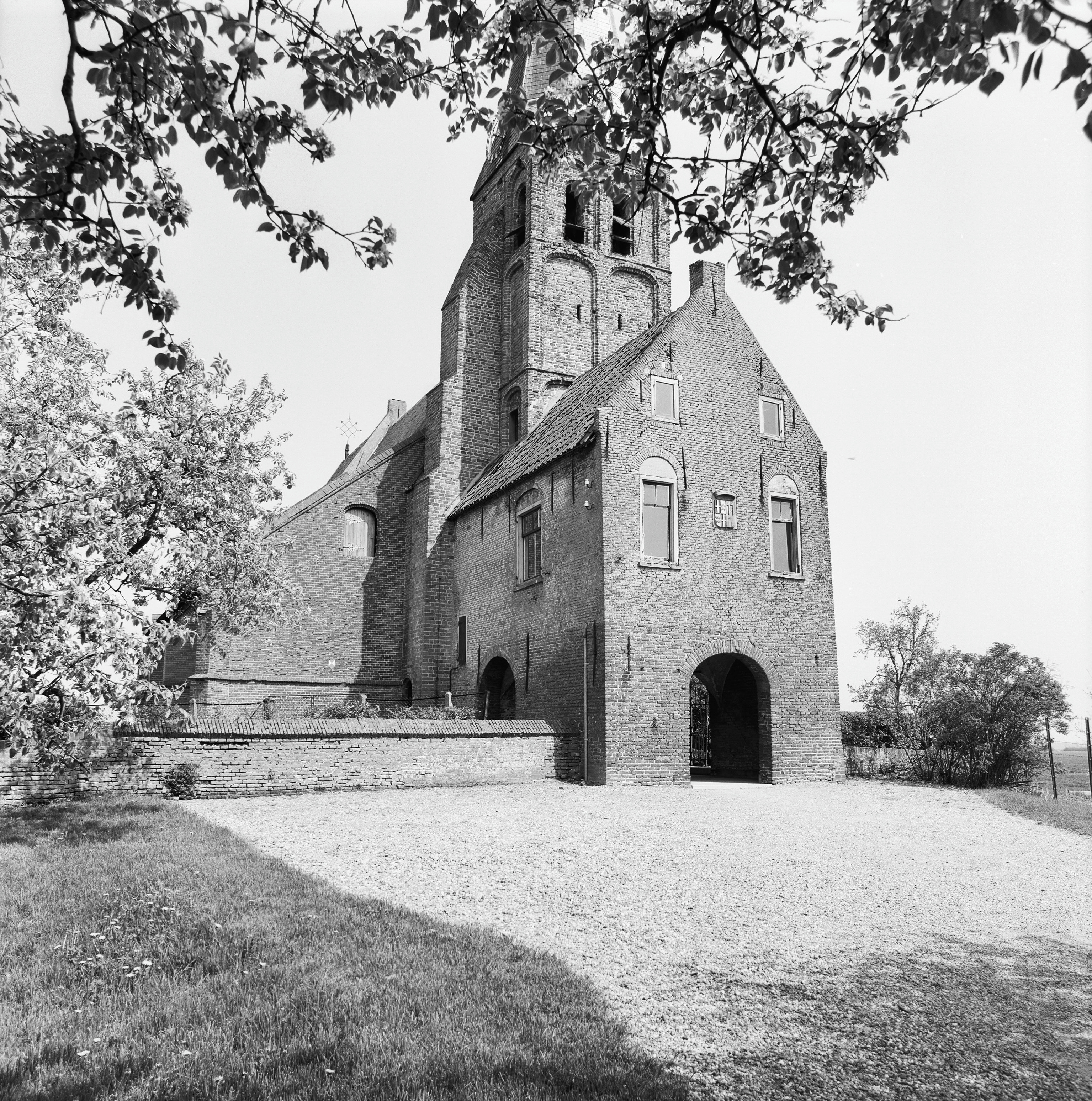
Het rechthuis te Gellicum gezien vanaf voorterrein

## Republiek der Zeven Verenigde Nederlanden
Bij het ontstaan van de Republiek kwam er geen eenheid in de rechtspraak. De gewesten wilden hun zelfstandigheid zoveel mogelijk houden en in het functioneren van de nedergerechten veranderde er nauwelijks iets. De hele criminele rechtspraak ging in principe naar de gewestelijke hoven, maar in Holland waren er zo’n 200 rechtbanken die de doodstraf mochten uitspreken zonder beroepsmogelijkheid.
Tussen Holland en Zeeland ontstonden dikwijls geschillen over de jurisdictie van hun hoven. Als de steden hun rechtspraak in eerste aanleg verzuimden, werd behandeling door het Hof vaak belemmerd. In Gelderland kon het Hof alle zaken in eerste aanleg die door lagere rechtbanken werden verzuimd aan zich trekken, behalve zaken op het gebied van landrecht, stadsrecht, leenrecht, jachtrecht, dijkrecht en financiële zaken. In Overijssel bleven de Staten tegen de oprichting van een provinciaal hof. De Hooge Bank en de Klaring van ridderschap en steden werden in stand gehouden als appèl-instanties voor civiele zaken. In Friesland werd de grietman als hoofd van de rechtspraak voor het leven benoemd door de stadhouder, die kon kiezen uit drie kandidaten door stemgerechtigden gekozen. De grietman benoemde zelf zijn drie bijzitters. De grietmannen berechtten alleen criminele zaken waarop vaste boeten stonden, alle andere criminele zaken gingen in eerste aanleg naar het Hof. De universiteit in Franeker kreeg een eigen rechtspraak voor kleine criminele zaken. Jachtzaken werden berecht door houtvesters en bijzitters. Door politieke geschillen was er in Stad en Lande geen eenheid in rechtspraak, totdat het Reglement Reformatoir van 1749 van kracht werd. Als uitvloeisel daarvan kreeg de Justitiekamer van Stad en Lande het karakter van een provinciaal hof van appèl waaraan de Stads- en Ommelander rechtbanken ondergeschikt waren.

## Bataafse Republiek en Franse tijd
De Bataafse Republiek probeerde eenheid van rechtspraak in te voeren door een algemeen civiel en crimineel wetboek te ontwerpen. Tot het zover zou zijn bleef alles min of meer hetzelfde, zij het soms onder een andere naam. De bestaande situatie werd per gewest, nu departement genoemd, beschreven in de Staatsregeling voor de Bataafsche Republiek. Het bestuur van de Bataafse Republiek kreeg de eenheid van rechtspraak niet voor elkaar. 
De Franse Tijd in Nederland begon met het Koninkrijk Holland onder Lodewijk Napoleon. Hij gaf de presidenten van de gewestelijke hoven opdracht met een plan te komen, maar zij werkten niet mee. Daarop gaf keizer Napoleon zijn broer opdracht per 1 januari 1808 de Franse Code Civil in te voeren. Dat lukte evenmin en het was één van de redenen om het Koninkrijk Holland bij Frankrijk in te lijven.
Met de invoering van de Franse wetgeving in 1810 werd Nederland verdeeld in departementen, een departement werd verdeeld in arrondissementen, een arrondissement in kantons en een kanton in communes. In elk arrondissement was er in de hoofdplaats een nedergerecht met de naam Rechtbank van Eerste Aanleg en elk kanton had in de hoofdplaats een Vredegerecht. De rechtspraak, zowel de civiele als de criminele, was volledig gescheiden van het bestuur.

## Verenigd Koninkrijk der Nederlanden
Het Verenigd Koninkrijk der Nederlanden handhaafde voorlopig de Franse wetgeving. Per 1 oktober 1838 werd een nieuwe rechterlijke organisatie ingevoerd, met binnen de provincies kantongerechten en arrondissementsrechtbanken. De termen nedergerecht en vredegerecht waren verdwenen, het kantongerecht was de lage rechtbank geworden.